# Franz Malec
Franz Malec (* 9. September 1939 in Dresden) ist ein deutscher Zoologe und Paläontologe. Von 1984 bis 2005 war er Leiter des Naturkundemuseums im Ottoneum in Kassel.

## Leben
1960 absolvierte Malec in Bad Homburg sein Abitur. Anschließend studierte er in Frankfurt Geologie und Zoologie. Gemeinsam mit seinem Kommilitonen Gerhard Storch beschrieb er 1963 zwei neue Kleinsäuger aus Mazedonien, Apodemus kahmanni (heute ein Synonym von Apodemus agrarius) und Pitymys felteni (heute gültiger Name: Microtus felteni). Letztere Art widmeten Malec und Storch ihrem Mentor Heinz Felten. In der Folgezeit leitete Malec zahlreiche Sammlungs- und Ausgrabungsexkursionen in Europa, der Türkei und im Iran. 1970 veröffentlichte er eine Diplomarbeit über seine Kartierung zur Geologie der mittleren Südpyrenäen. 1974 wurde Malec unter der Leitung von Heinz Tobien mit der Dissertation Die Kleinsäuger des Magdalénien-Fundplatzes Gönnersdorf (Neuwieder Becken/Rhein, B.R.D.): ihr Biotop und ihre Herkunft. zum Doktor an der Johannes Gutenberg-Universität Mainz promoviert. Ab 1975 war er Außendienstmitarbeiter für die Pharmaindustrie, bis er 1977 als Kustos der zoologischen Sammlung des Naturkundemuseums im Ottoneum in Kassel tätig wurde. 1982 wurde er kommissarischer Leiter und 1984 übernahm er von Gerhard Follmann den Direktorenposten des Naturkundemuseums, den er bis zum 31. Januar 2005 innehatte. Sein Nachfolger wurde Kai Füldner. In Malecs Amtszeit fiel die Renovierung des Museumsgebäudes zwischen 1994 und 1996 sowie die Umsetzung einer neuen Ausstellungskonzeption, die sich auf die Geschichte der Sammlung der Landgrafen von Hessen-Kassel sowie auf die Region bezieht. Malec beschäftigte sich ferner mit der Paläontologie, insbesondere mit der pleistozänen Kleinsäugerfauna. So verfasste er gemeinsam mit Gerhard Storch den Aufsatz Zur Kenntnis der jungpleistozänen Wühlmaus Pitymys melitensis (Mammallia, Rodentia), der 1970 in der Zeitschrift für Säugetierkunde veröffentlicht wurde. 1972 erschien in derselben Zeitschrift der Artikel Rezente und subfossile Kleinsäuger aus dem Vilayet Elazig, Ostanatolien., der in Zusammenarbeit mit Storch und Dieter Kock entstand. 1977 erschien in den Mainzer Geowissenschaftlichen Mitteilungen der gemeinsam mit Heinz Tobien verfasste Artikel Die Säugerreste-führenden Spaltenfüllungen des älteren Pleistozäns von Neuleiningen bei Grünstadt (Pfalz) (Vorläufige Mitteilung). Seit seiner Pensionierung widmet sich Malec der Entomofauna (insbesondere den Schwebfliegen und Faltenwespen) und den Kleinsäugern in Hessen und Rheinland-Pfalz. Teile von Malecs Hautflügler- und Kleinsäugersammlung werden im Naturhistorischen Museum in Mainz aufbewahrt. Seine Schwebfliegensammlung ist die größte von einer Einzelperson zusammengestellte Einzelsammlung im Mainzer Naturkundemuseum.